# Tiro a Volo di Ciarulla
Tiro a Volo di Ciarulla ist die olympische Wurfscheiben-Schießanlage in der Republik San Marino. 

## Geschichte
Die im Jahre 2000 neu erbaute Schießanlage im Industriegebiet Ciarulla von Serravalle  wurde gemäß Reglement des Internationalen Schießsport-Verbandes (ISSF) errichtet und besteht aus drei Feldern für Olympic Trab, Doppel-Trap und Skeet mit Flutlichtanlage für Aktivitäten bei Nacht sowie einem Jagdparcours. In der Anlage befinden sich auch ein Clubhaus, eine Bar und ein Restaurant. Seit 2011 ist der technische Leiter Francesco Baldini.  
Die Anlage ist die Trainingsanlage der Federazione Sammarinese Tiro a Volo (FSTV) und wird vom Nationalen Olympischen Komitee von San Marino betrieben. 
Sie ist Austragungsort zahlreicher nationaler und internationaler Wurfscheiben-Schießwettbewerbe. 2001 wurden die Wettbewerbe der Spiele der kleinen Staaten von Europa nach den Regeln des Nationalen Olympischen Komitees (NOK) dort ausgetragen.